# Gbaya Boniface Ziri

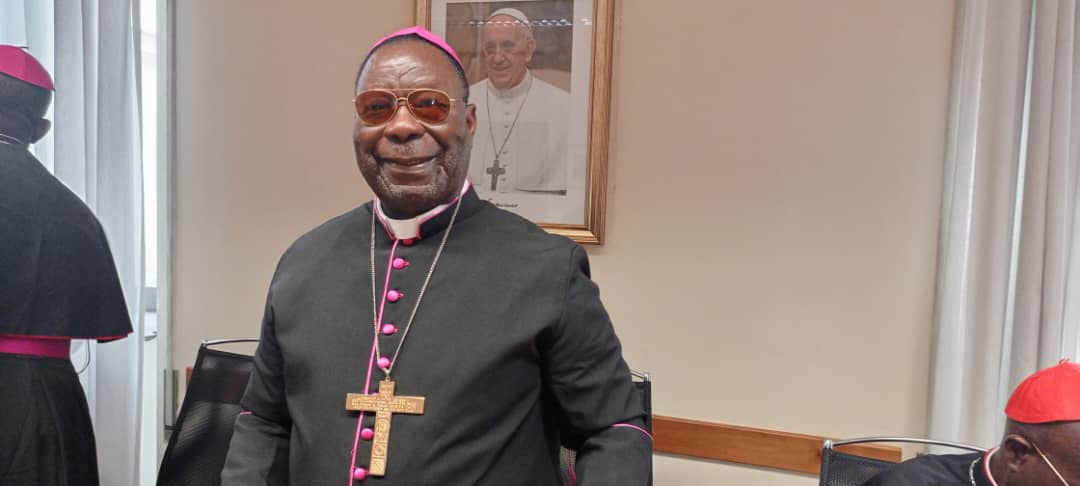
Gbaya Boniface Ziri, 2023

Gbaya Boniface Ziri (* 31. Dezember 1949 in Gagnoa) ist ein ivorischer Priester und Bischof von Abengourou.

## Leben
Gbaya Boniface Ziri trat der Ordensgemeinschaft der Jesuiten bei und empfing am 6. Juni 1976 die Priesterweihe. Er wurde 1994 in den Klerus des Bistums Abengourou inkardiniert. Papst Benedikt XVI. ernannte ihn am 1. Juli 2009 zum Bischof von Abengourou.
Die Bischofsweihe spendete ihm der Alterzbischof von Abidjan, Bernard Kardinal Agré, am 22. August desselben Jahres; Mitkonsekratoren waren Pierre-Marie Coty, Altbischof von Daloa, und Joseph Yapo Aké, Erzbischof von Gagnoa.